# Amt Weimar
Das Amt Weimar war eine territoriale Verwaltungseinheit der Ernestinischen Herzogtümer. Neben der Verwaltung des Gebietes gehörte auch die Gerichtsbarkeit zu den Aufgaben des Amtes.

## Geografische Lage
Die räumliche Lage lässt sich mit dem östlichen und südlichen Teil des jetzigen Kreises Weimarer Land und der Stadt Weimar beschreiben. Die vom Amt Weimar verwaltete Ortschaft Schwansee gehört jetzt zum Landkreis Sömmerda.
Kronfeld verweist dazu auf Hortleder, der die folgenden Herrschaften und Orte aufzählt, welche 1633 zum Amt Weimar gehörten:
Die Grafschaft Vieselbach, die Herrschaften Blankenhain, Ober- und Unterkranichfeld, die Städte Tannroda, Neumark, Buttstädt und Weimar, die Amtstädte Rastenberg und Magdala, Amtsvogteien Schwansee, Brembach, Gebstedt und Magdala, die Amtsdörfer Buchfart, Vollersroda, Mellingen, Taubach, Lehnstedt, Wiegendorf, Tiefurt, Gaberndorf, Tröbsdorf, Gelmeroda, Ober- und Untergrunstedt, Legefeld, Possendorf, Schoppendorf, Troistedt, Ottstedt, Mechelroda, Ettersburg, Klein- und Großobringen und Daasdorf a. Berge.

## Geschichte
Das Amt Weimar wird 1346 zum ersten Mal als landgräfliches Lehen erwähnt, welches von den Grafen von Orlamünde-Weimar zurückfällt und dann als fürstliches Amt geführt wird.
Neben der Verwaltung und Gerichtsbarkeit der oben genannten Ortschaften, erstreckte sich die Obergerichtsbarkeit des Amtes auf weitere Rittersitze, Güter und Ortschaften auf das Amt Weimar, während die einfache Gerichtsbarkeit den jeweiligen Grundherren unterlag.
Zum 1. Juli 1850 wurde die Schriftsässigkeit der Grundherren im Großherzogtum Sachsen-Weimar-Eisenach aufgehoben und die Gerichtsbarkeit wurde von der Verwaltung abgetrennt und ging vom Amt Weimar zu den neuen erstinstanzlichen Justizämtern über.